# 維亞納堡區
維亞納堡區 （葡萄牙語：Distrito de Viana do Castelo，[viˈɐnɐ ðu kɐʃˈtɛlu] ⓘ）是葡萄牙最北部的一個區。面積2,255平方公里，人口250,273人 （2001年）。首府維亞納堡，下分10市镇。